# Ащозеро
Ащозеро — пресноводное озеро на территории Алёховщинского сельского поселения Лодейнопольского района Ленинградской области.

## Общие сведения
Площадь озера — 2,1 км², площадь водосборного бассейна — 54,2 км². Располагается на высоте 176,3 метров над уровнем моря.
Форма озера лопастная, продолговатая: оно более чем на три километра вытянуто с юго-запада на северо-восток. Берега изрезанные, каменисто-песчаные, преимущественно заболоченные.
Из юго-западной оконечности озера вытекает река Ащина, впадающая в реку Оять, левый приток Свири.
С юго-востока в Ащозеро впадает река Питкоя, с севера — ручей без названия, несущий воды Ладвозера и Мутнозера.
В озере не менее десятка небольших безымянных островов, рассредоточенных по всей площади водоёма.
Населённые пункты и автодороги вблизи водоёма отсутствуют.
Код объекта в государственном водном реестре — 01040100811102000015920.